# 月吉町
月吉町（つきよしまち）は、埼玉県川越市の町名。郵便番号は350-0825。

## 地理
川越市の中心市街地に隣接する。東側で新河岸川を挟んで末広町・三光町と、南西側で東武東上線の線路を挟んで野田と接する。また西側・北側で今成、北側ではわずかではあるが石原町とも隣接している。
町域は全域が住居用地域に指定され、大部分は第一種中高層住居専用地域である。県営および市営の団地が整備されている。

## 歴史
月吉という地名の由来は、文明年間の川越に月吉某なる人物がいて連歌をたしなんだという『廻国雑記』の記述に遡る。この人物が今成村を開墾した1人であると考えられ、『新編武蔵風土記稿』によれば村の南東に月吉屋敷なる館があったが江戸後期には既に陸田になっていたという。1968年の調査でも、月吉屋敷の所在を特定するような遺構は確認されていない。
明治期の記録である『武蔵国郡村誌』によれば、今成村の南東部の地域で、東西・南北ともに3町5間の広さの字地が月吉という名であった。隣接する野田村にも月吉町という字地があり、この地名も同じく月吉某が由来と考えられている。
また、現在の月吉町の東側には旧城下町のうち境町と鷹部屋町であった地域のそれぞれ一部が含まれている。境町は古くは餌差（鷹の餌となる鳥を飼育する役職）が居住していたことから餌差町と呼ばれ、その後は町の東側が松郷、西側が野田の村域に分かれて境界地となったことから境町の名がついたという。鷹部屋町の由来については末広町の項を参照。
1962年3月1日の町名地番整理によって、大字今成の一部と境町・鷹部屋町の一部が新たに月吉町となった。

## 交通
野田との境界に東武東上本線が通るが、町内に鉄道駅はない。最寄り駅は川越市駅である。
埼玉県道15号川越日高線が東上線をまたぐ月吉陸橋が1967年に完成、1972年には月吉陸橋から神明町までを結ぶ都市計画道路境町神明町線（通称・西バイパス）が開通し、市街中心部を迂回する交通ルートの一部となっている。
2012年には東武バスウエストが、川越駅東口から県道15号・境町神明町線を経由して神明町車庫に至る川越05系統を新設し、町域に月吉町停留所が設置された。

## 施設
- 川越市立月越小学校[注釈 2]
- 川越月吉郵便局[24]
- 月吉町公園